# Montilla (Espagne)
Montilla est une ville d’Espagne, dans la province de Cordoue, communauté autonome d’Andalousie, avec une superficie de 170 km2 et de 23 754 habitants.

## Histoire
On dit que la bataille de Munda a eu lieu à proximité de la ville, d'où de nombreux vestiges romains.
Depuis l'installation de la démocratie en Espagne, Montilla a toujours été dirigée par la gauche locale.

## Gastronomie
Montilla a de nombreuses spécialités culinaires telles que le salmorejo (sauce faite à partir de tomates), flamenquines (porc et jambon cru) et le pastelon, un gâteau unique en son genre et fait dans une pâtisserie de la rue principale, la Corredera.
Il ne faut pas oublier le vin qui est vendu dans diverses bodegas de la ville : Alvear, la Unión, la Aurora, etc. Avec la ville voisine de Moriles et d'autres aux alentours, elle forme la dénomination vinicole de Montilla-moriles dotée de fino (blanc sec) et de dulce, des vins très appréciés dans la région.

## Patrimoine
- La châsse des reliques de saint Jean d'Avila est conservée dans l'ancienne église des Jésuites qui est devenue le basilique Saint-Jean-d'Avila.

## Célébrations
- Semana Santa

La Semaine sainte commence le samedi avant les Rameaux avec un spectacle représentant la Passion. À partir de là, pendant toute la semaine ont lieu des défilés, notamment la parade des Romains dans les rues de la ville.
- Fête de San Francisco Solano (François Solano)

C'est la fête votive de la ville, qui a lieu en juillet.
- Fête de Saint Jean d'Avila

Procession dans les rues le 10 mai

## Jumelages
- Espagne: San Juan Despí / Sant Joan Despí, Bajo Llobregat / Baix Llobregat, province de Barcelone
- France: Boucau, département des Pyrénées-Atlantiques, Aquitaine depuis 1979[1]
- Italie: Certaldo, province de Florence, Toscane

## Montillanos célèbres
- Inca Garcilaso de la Vega
- Jean d'Avila
- Saint François Solano
- Le Gran Capitán

## Galerie

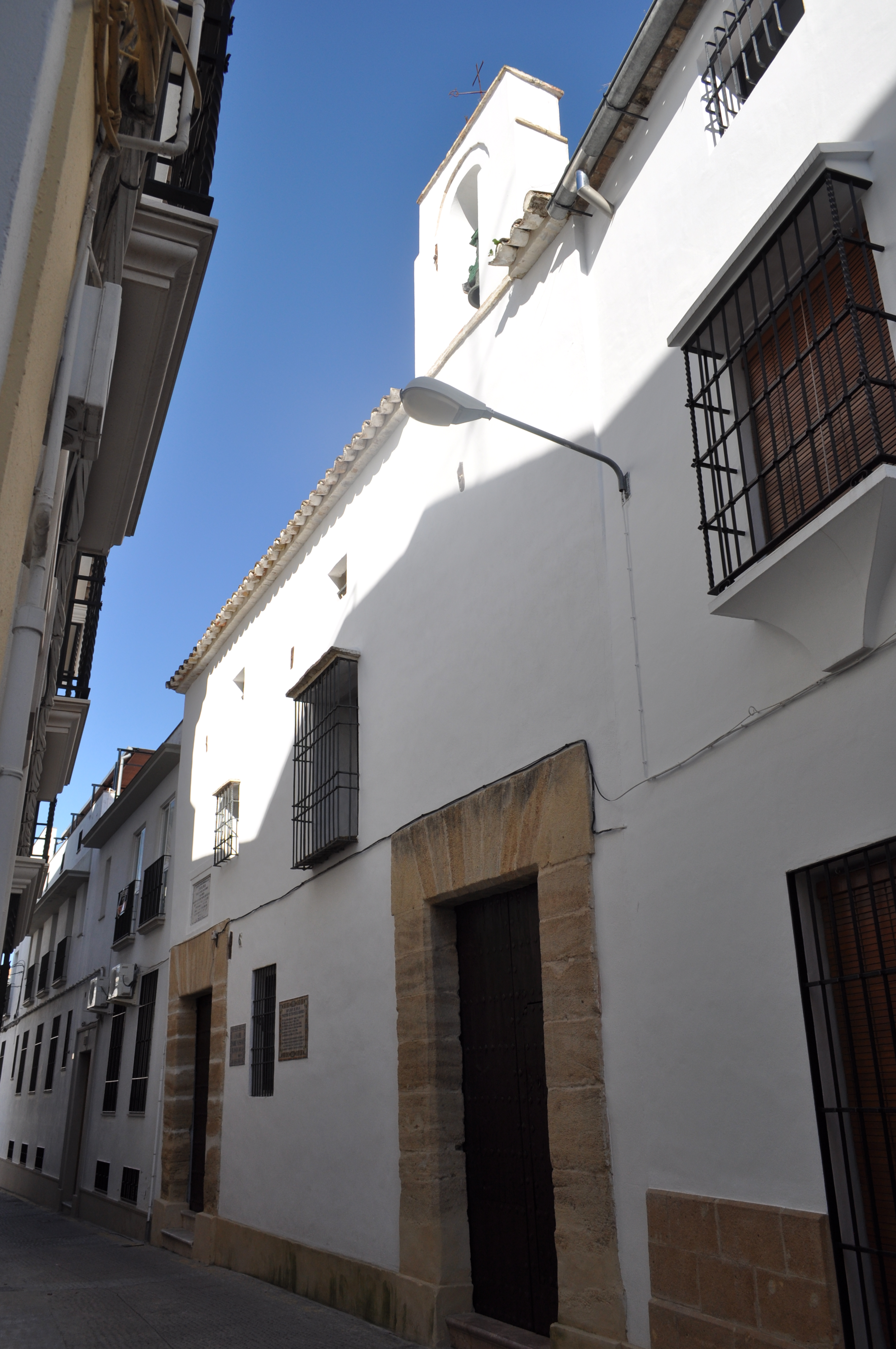
Maison-oratoire de saint Jean d'Avila.
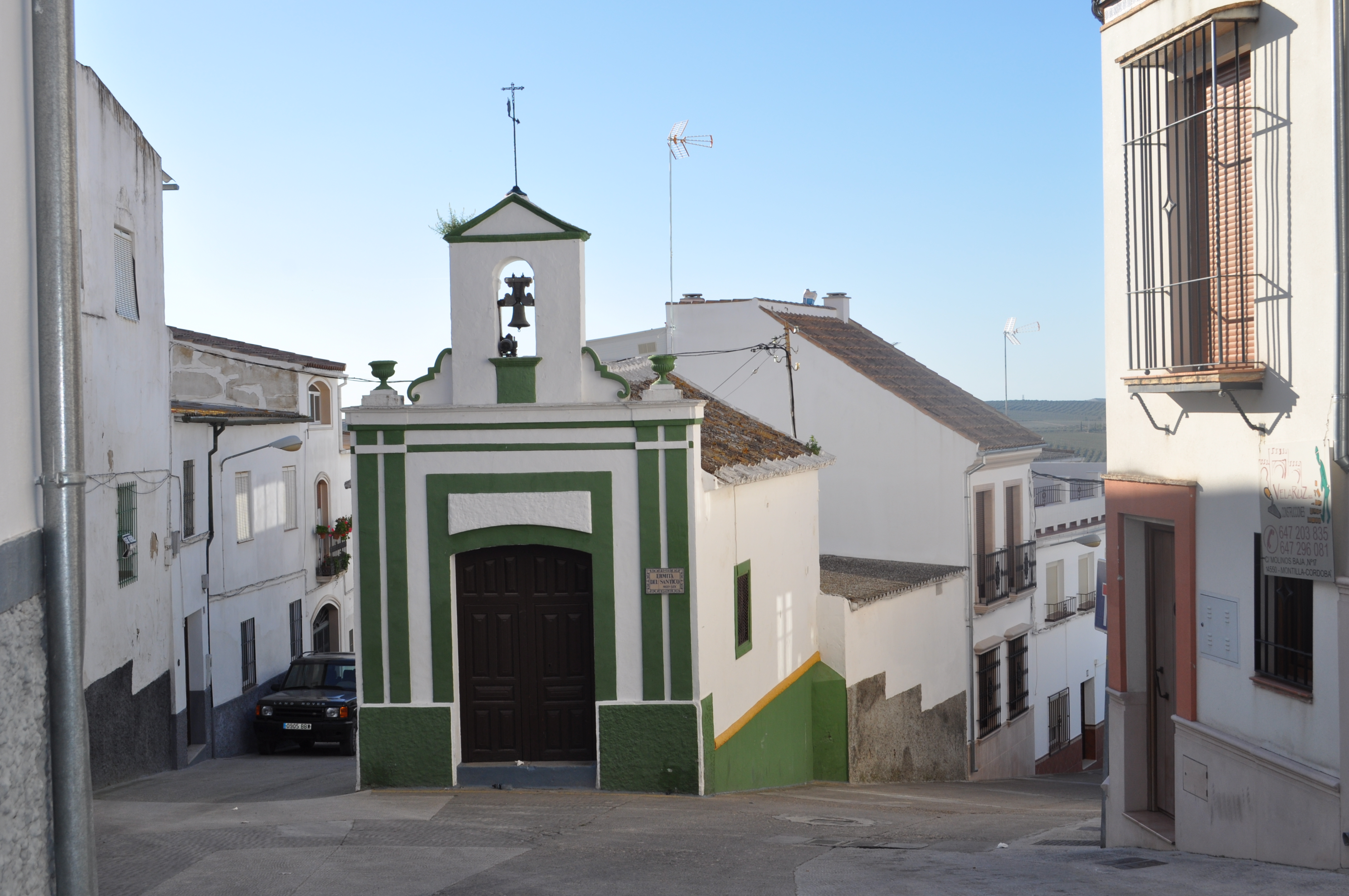
L'ermitage El Santico (1821).
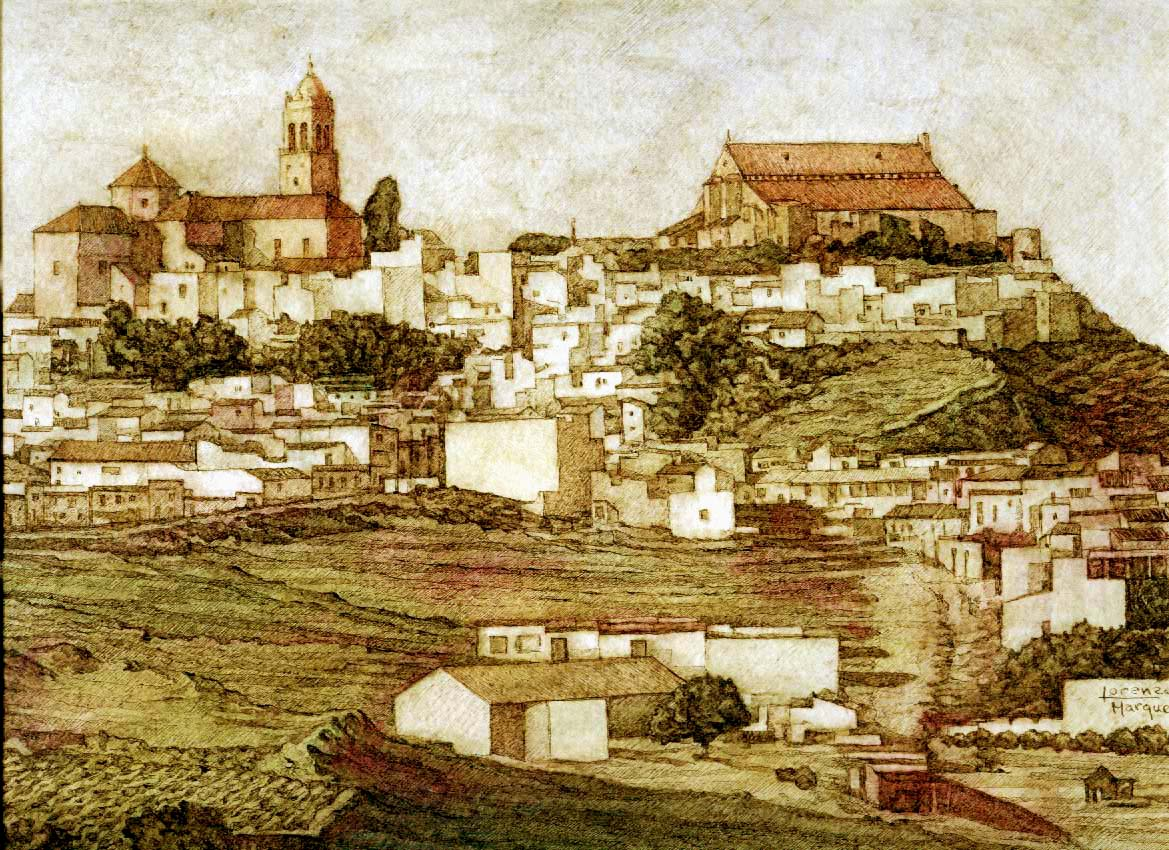
Vue de Montilla, dessin du peintre Lorenzo Marqués (1990).